# Liên hoan Nghệ thuật Múa rối Quốc tế

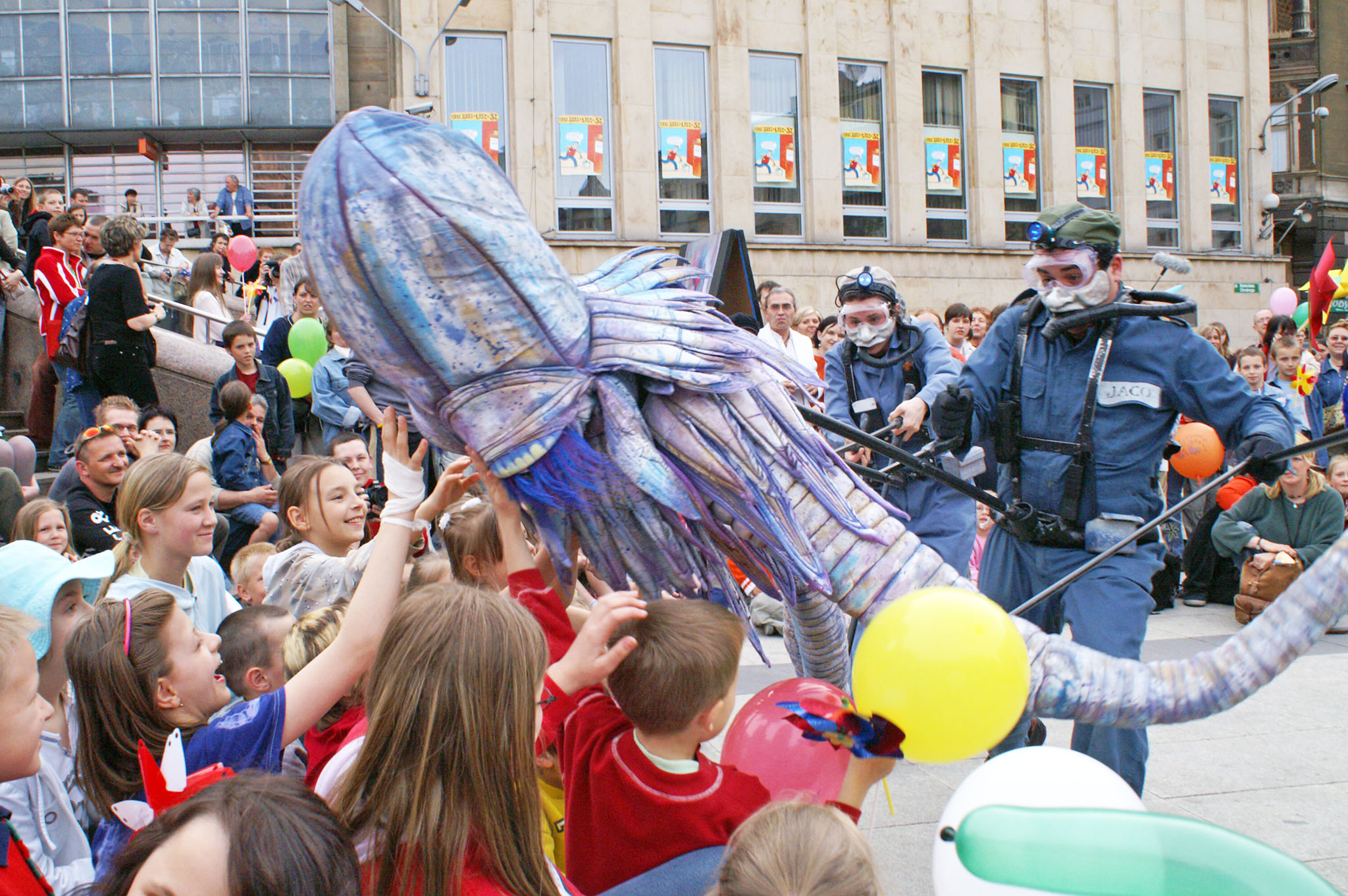
Liên hoan Nghệ thuật Múa rối Quốc tế tại Bielsko-Biała: một buổi biểu diễn đường phố (2006)

Liên hoan Nghệ thuật Múa rối Quốc tế (tiếng Ba Lan: Międzynarodowy Festiwal Sztuki Lalkarskiej) là một trong những lễ hội biểu diễn múa rối nổi tiếng nhất trên thế giới, được tổ chức hai năm một lần tại Bielsko-Biała (Ba Lan) kể từ năm 1966. Nhà hát múa rối Banialuka là đơn vị tổ chức.
Trong giai đoạn 1960-1990, Liên hoan này là nơi giao lưu và thi đấu múa rối duy nhất ở Châu Âu dành cho các nhà hát đến từ phương Đông và phương Tây.
Năm 2008, Liên hoan có sự góp mặt của 24 nhà hát đến từ 13 quốc gia: Pháp, Áo, Bulgaria, Nga, Slovakia, Ý, Cộng hòa Séc, Đức, Iran, Bồ Đào Nha, Serbia, Tây Ban Nha và Ba Lan.
Cho đến nay, hơn 350 nhà hát từ khoảng 50 quốc gia và vùng lãnh thổ trên thế giới đã tham gia sự kiện này, chẳng hạn như: Nhật Bản, Trung Quốc, Hồng Kông, Cuba, Togo, Úc, Argentina, Brazil, Canada, Hoa Kỳ, Mông Cổ, Iran, New Zealand, Ấn Độ và Việt Nam.
Năm 2020, Jacek Popławski, giám đốc Nhà hát múa rối Banialuka, cho biết Liên hoan Nghệ thuật Múa rối Quốc tế lần thứ 29 (2020) tại Bielsko-Biała đã bị hủy bỏ do đại dịch Covid-19 và sẽ được tổ chức vào tháng 5 năm 2022.

## Đánh giá
- Liên hoan Nghệ thuật Múa rối Quốc tế đích thực là một lễ hội sôi động và phong phú bởi sự xuất hiện của nhiều sự kiện đi kèm như: triển lãm, hội thảo, hòa nhạc và chiếu phim.[1]
- Yếu tố không thể thiếu của lễ hội này là các nhà phê bình sân khấu, giám đốc nhà hát và khán giả tham dự. Liên hoan mang lại cho mọi người cơ hội chia sẻ những quan sát, suy ngẫm và ý tưởng để nghệ thuật múa rối được truyền bá rộng rãi.